# Ciclorecreovía

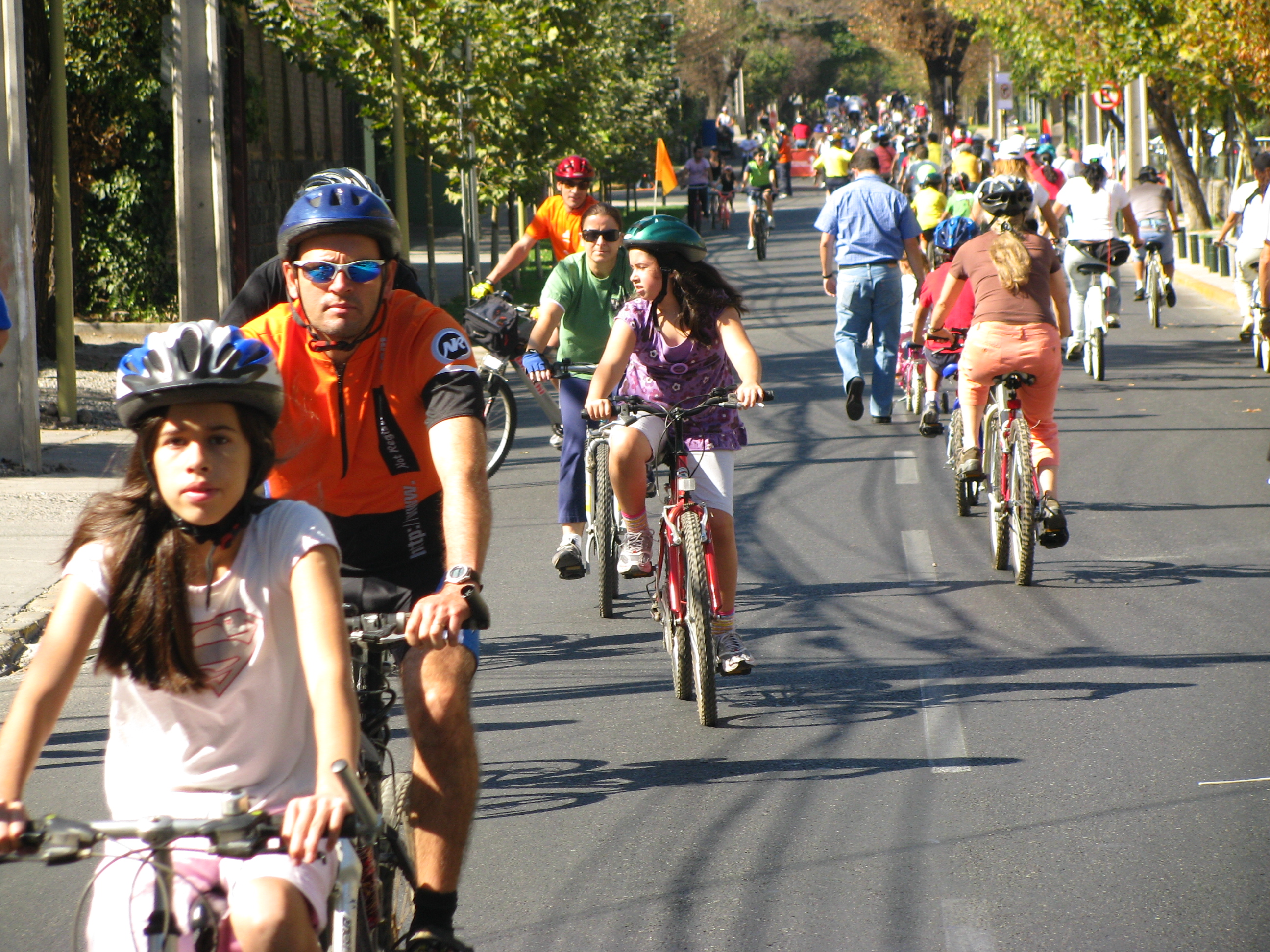
Ciclorecreovía Las Condes-La Reina, por la Avenida Sánchez Fontecilla.

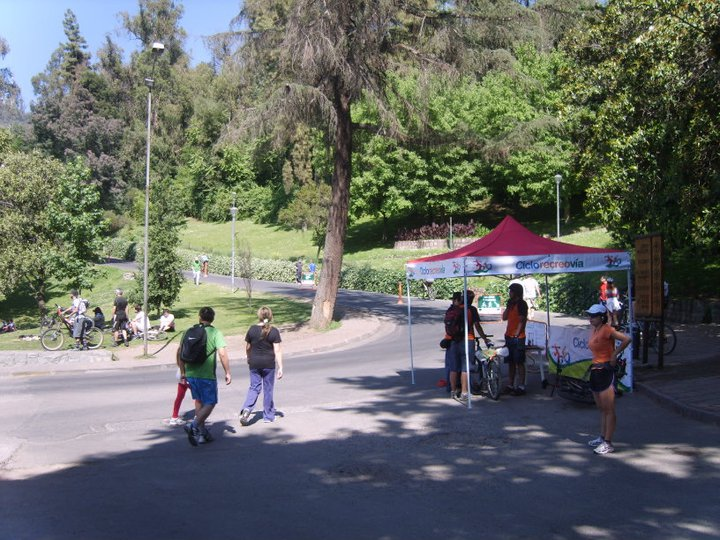
Vigías (de anaranjado) en una estación de asistencia, en la ciclorecreovía del Parque Metropolitano.

La Ciclorecreovía es uno de los eventos deportivos y recreativos que se lleva a cabo en Chile  todos los domingos del año, de 9:00 a 14:00hrs.
Estos proyectos constan de circuitos de calles habitualmente utilizadas para el tránsito motorizado y que por algunas horas del fin de semana se cierran, sólo pudiendo entrar personas caminando, pedaleando, trotando o en patines.  El proyecto funciona todos los domingos, de 9 a 14 horas UTC-3. 

## Características
Ciclorecreovía es la marca empleada por la consultora Geomas para el desarrollo de este tipo de proyectos, opera desde el año 2006 y al año 2014, opera en más de 12 comunas de Santiago Las Condes- Providencia - Ñuñoa- Quinta Normal-La Florida- Peñalolén-  San Joaquín-  San Miguel-Parque Metropolitano entre otras.  Además operó durante el verano en la comuna de San Pedro de la Paz en la Región del Biobío. El número de usuarios totales se estima en 40.000 por jornada y va en constante aumento.

El gran logro de este proyecto es que miles de personas cada fin de semana puedan realizar actividades deportivas y recreativas, de manera segura, cómoda y gratuita, fomentando el deporte, la interacción social, la vida sana y saludable. Esta iniciativa es el símil de lo que en Colombia es designado como Ciclovía.  El financiamiento de esta iniciativa está basado en el auspicio por parte de empresas privadas, el cual se materializa en la ruta a través de barreras, toldos informativos, entre otros.
El objetivo en el mediano plazo es sumar avenidas al circuito ya existente. El anhelo que guía el trabajo de los organizadores es que se pueda desarrollar un gran circuito metropolitano. Un circuito seguro de vías libres que cruce toda la ciudad de norte a sur y de oriente a poniente.
Se realiza todos los domingos del año desde las 9 hasta las 14 horas. Cuenta con stands con agua, asistencia mecánica, asistencia de primeros auxilios, atención veterinaria básica, entre otros servicios.
El financiamiento de este evento se realiza mediante auspiciadores, los cuales interactúan con los usuarios de múltiples maneras (agua, frutas, sampling de productos, mecánicos y otros) generando un vínculo directo y estrecho, entre usuario y auspiciador. 

## Circuitos operados por Ciclorecreovía[4]
| Nombre del Circuito  | Distancia | Calles utilizadas |
| -------------------- | --------- | --- |
| Las Condes           | 3.1 km    | Av. Mariano Sánchez Fontecilla entre Callao y Av. Américo Vespucio |
| La Florida           | 4.9 km    | Santa Amalia entre las calles Av. La Florida y Santa Raquel. Vicuña Mackenna entre Santa Amalia y Gerónimo de Alderete |
| Lyon / Pocuro        | 4.3 km    | Av. Pocuro entre Av. Tobalaba y Av. Ricardo Lyon; Av. Ricardo Lyon entre Av. Pocuro y Av. Providencia |
| C. Andrés Bello      | 4.1 km    | Av. Andrés Bello entre las calles nueva de Lyon y Pío Nono; Av. Pedro de Valdivia Norte entre Av. Andrés Bello y el Cerro |
| Santiago             | 2.6 km    | Cardenal José María Caro entre Av. Vicuña Mackenna y Puente Patronato; José Miguel de la Barra (calzada poniente) entre Cardenal José Maria Caro y Monjitas, calle Plaza de Armas- Catedral, desde José Miguel de la Barra hasta Manuel Rodríguez |
| Ñuñoa                | 3.9 km    | Irarrázaval (calzada sur) entre Ramón Cruz y Fernández Concha |
| Parque Metropolitano | 9.2 km    | Desde Pedro de Valdivia Norte a Santuario la Virgen. Pirámide hasta Santuario la Virgen |
| Antofagasta          | 4 km.     | E. Pérez Zujovic entre Los Tamarugos y Víctor Jara |